# Protosticta beaumonti
Protosticta beaumonti – gatunek ważki z rodziny Platystictidae.